# Stenostelma eminens
Stenostelma eminens är en oleanderväxtart som först beskrevs av William Henry Harvey, och fick sitt nu gällande namn av Arthur Allman Bullock. Stenostelma eminens ingår i släktet Stenostelma och familjen oleanderväxter. Inga underarter finns listade i Catalogue of Life.